# 制覇
『制覇』（せいは）は、1982年10月30日に公開された日本映画。東映京都撮影所製作・東映配給。

## 概要
実際に起こった三代目山口組と二代目松田組との抗争事件、「大阪戦争」をモデルとしており、ベラミ事件が起こった1978年7月から山本健一が亡くなり、山口組四代目襲名争いが始まる1982年頃までのタイムラグのほとんどないリアルタイムでの暴力団の内部覇権争いを描く。撮影当時の文献に「山〇組四代目襲名映画『制覇』」「山〇組をモデルにした映画『制覇』」「故田〇一雄・山〇組三〇目組長とフミ子未亡人をモデルに、組長の狙撃事件から病死までの組織の動揺、渦中の人間たちの愛と対立を描く」と書かれた文献もあり、脚色が多いものの抗争の大筋は実録度が高く、東映ビデオのオフィシャルサイトでも「実録巨編」と謳っている。監督の中島貞夫も著書でそれぞれモデルは誰かを解説している。
その「大阪戦争」の陣頭指揮を執っていた山本健一が1982年2月に亡くなったため、製作を急ぎ、公開を早めた。

## 出演
- 三代目谷口組組長 田所政雄（モデル：田岡一雄）：三船敏郎
- 田所ひろ子（モデル：田岡文子)：岡田茉莉子
- 三代目谷口組若頭 河上剛二（モデル：山本健一）：菅原文太
- 田所冬子（モデル：中村英子）：秋吉久美子
- 河上百代：松尾嘉代
- 村岡：梅宮辰夫
- 野口義治：清水健太郎
- 田所孝（モデル：田岡満）：高岡健二
- 田所悠子（モデル：田岡由伎）：中井貴恵
- 田所範夫：桂小つぶ
- 田所誠：岩戸隼人
- 山田日出男（東日タイムス記者） ：名高達郎
- 野々村稔：草薙幸二郎
- 佐伯英樹：中田博久
- 関根真佐人：待田京介
- 羽田昌男：小田部通麿
- 中久保利行：曽根晴美
- 及川：若宮隆二
- 黒木：鹿内孝
- 堀川敏美：関根大学
- 寺内：丘路千
- 中原宏：菅田俊
- 米川喜久三：津村浩
- 三島昭次：西村泰治
- 戸田猛男：橋本直樹
- 大野木安司：寺田農
- 戸倉正邦：岩尾正隆
- 菱川隆：成瀬正
- 花森：大島宇三郎
- 菊地：原吉美
- 安川宏：池田謙治
- 藤田学：田中博
- 小林：奈辺悟
- 栗原浩次：福本清三
- 小田：細川純一
- 酒田組系 浪華殉国団 近江友記（モデル：鳴海清）：にしきのあきら
- 古峯：沢田精児
- 西川：沢田浩二
- 元村：小船秋夫
- 石川浩之（モデル：川内弘）：岸田森
- 石川圭子：中島薫
- 柳田：有川正治
- 棚田警部：今井健二
- 北村刑事：野口貴史
- 橋本刑事：きくち英一
- 金子警部補：高並功
- 三村刑事：大木晤郎
- 桜井：笹木俊志
- 熊谷（刑務所保安課長）：河合絃司
- 窪川方城（モデル：稲川聖城）：丹波哲郎
- 鬼頭紀子：加山麗子
- 久美：大信田礼子
- よし江：大川勝子
- 敏子：舟倉たまき
- 寿子：前田満寿子
- 丸山勝弘：木下通博
- 竹村亮一：秋山勝俊
- 吉沢：神田橋満
- 香川弁護士：小沢象
- 吉田：宮内洋
- 山倉輝夫：品川隆二
- 志茂田徹：小池朝雄
- ナレーター : 鈴木瑞穂
- 海渡仙一（モデル：波谷守之）：小林旭
- 三代目谷口組若頭補佐 権野強志（モデル：菅谷政雄）：若山富三郎
- 大友兼続：鶴田浩二

## スタッフ
- 監督：中島貞夫
- 企画：俊藤浩滋、高岩淡、田岡満
- プロデューサー：佐藤雅夫、厨子稔雄、福井良春
- 原作：志茂田景樹（徳間文庫刊）
- 脚本：中島貞夫、西澤裕子
- 撮影：鈴木達夫
- 照明：金子凱美
- 録音：中山茂二
- 美術：佐野義和
- 編集：市田勇
- 音楽：山本直純
- 助監督：藤原敏之
- 記録：石田照
- 整音：荒川輝彦
- 装置：野尻裕
- 装飾：窪田治
- 背景：西村三郎
- 衣裳：森護
- 擬斗：上野隆三
- 美粧・結髪：東和美粧
- スチール：中山健司
- 宣伝：丸国艦、佐々木嗣郎、若林賢勝
- 演技事務：藤原勝
- 進行主任：野口忠志
- 協力：裏井株式会社、リビングプラグFAC 京都中がわ商事株式会社、醍醐プラザホテル、大阪日日新聞、東映京都美術センター、東映俳優センター、藤映像コーポレーション

## 製作
1980年前後の東映は、角川映画や劇場アニメ、買い取り作品がプログラムに乗ることが増え、東映の自社製作映画はめっきり減った。東映伝統のヤクザ映画も1980年、1981年と1本も公開されない状況。岡田茂東映社長は1982年2月の『映画ジャーナル』のインタビューで「やくざ映画は今はむつかしいですね。やっぱり時代劇と同じように構えた大作で社会的な話題を投げかけるような仕掛けの出来る題材を選ばなくちゃ出来ないと思いますね。役者も昔のやくざ映画に登場したような匂いを消すぐらい、まったくフレッシュな顔ぶれで作るとか、そういう方向を目指すべきでしょうね。何年かぶりにこの種の題材の一つとして『制覇』を準備中ですが、秋の11月、営業の方で是非やりたいと言って来ているので、話題大作に仕上がる内容が固まればGOをかけたいと考えてます」と述べている。「なめたらいかんぜよ！」の流行語を生んだ『鬼龍院花子の生涯』のヒットに気をよくし、再び任侠映画に色気を見せ始めたとされ、岡田茂は夏目雅子に惚れ込み、かつての"藤純子の夢をもう一度"と、夏目主演で女の目から見た任侠道を描く任侠路線を復活させようと、夏目に本作の主演をオファーしたが、あっさり断られていた。田〇一雄が1981年7月23日に亡くなって四代目跡目問題が激化すると読んで、企画が立案され、秘密裏に準備を進めた。総製作費10億円（キャスト費だけで2億円）。この年夏の『鬼龍院花子の生涯』の大ヒットで、東映社員の士気も上がっていた。
「任侠映画で東映の黄金時代を築いた俊藤浩滋プロデューサーが、再び口説き落とされて駆り出された」と書かれた文献があることから、企画は俊藤ではなく、東映のプロデューサーの誰かで、プロデューサーとして田岡満が入っているとはいえ、山〇組を破門になる俊藤の親友・菅谷政雄（演：若山富三郎）の出番も多く、現在進行中の映画でもあり、万全を期して俊藤にプロデューサーを頼んだものと見られる。俊藤は「組長の奥さん、息子、娘さんの生活も密着取材して組長の死後、一家がどう生きているか、疎外されたヤクザの世界と、その周辺に生きる人たちのロマンを作りたい。最近、芸術的評価を気にして、ワケの分からん映画を作りすぎだ。ミーちゃん、ハーちゃんも楽しめる理屈抜きで面白い映画を作るよ」などと話し、俊藤、中島監督とも「準備に一年かけた」と話している。

### 製作会見
撮影中の1982年7月29日、東京プリンスホテルで製作発表記者会見があり、三船敏郎、岡田茉莉子他、大物スターが勢揃いする豪華な記者会見となった。席上、久しぶりに製作するヤクザ映画に、岡田東映社長のボルテージも上がり、「乾坤一擲の勝負作、任侠・ヤクザ映画の決定版にする」などと力説した。中島貞夫監督は「大人の鑑賞に耐えられるような映画です。暴力の世界に生きる人間たちの愛憎、怒り、死を見つめる人間ドラマにしたい」などと責任の重大さに緊張気味に話した。

### 脚本
本作は同じ中島監督の1979年『総長の首』の取っ掛かりと同じ、ベラミ事件であるが、当時は渦中だったので、そのままでは撮れなかったが、本作の製作当時はもう収まっていたため、問題はなかった、と中島は話している。川内弘（演：岸田森）が射殺されるのが喫茶店ではなく組事務所だったり、幾らか変更点はあるが、抗争の大筋は事実に即したもので、『仁義なき戦い』のように、登場人物の役名が実名をモジった名前となっており、誰かすぐに分かる。若山富三郎扮する人物の名前は、モデル・菅谷政雄の通称“ボンノ”をモジった“ゴンノ”である。1977年の『北陸代理戦争』以降は、フィクショナルな実録映画が続いたが、本作は実録度は高いものとなっている。俊藤は「『日本の首領』より『制覇』の方が三代目周辺の出来事をいろいろ細かく取り扱っているけど、というて実録では決してない。私としては現実をネタに壮大なフィクションをこしらえた。そもそもこのシャシンはやくざの世界を題材にしているというても、ポイントは人間ドラマ、家族のドラマにある。全国制覇を推し進めつつあるドンが急死したら、その嫁はんはいったいどんな境遇に立たされるんだろう。ドンの娘はどうするやろう。そこを描いたら面白いのではないかと。任侠映画はひとことでいって『男の映画』だ。このことに間違いはない。だけど、私の手掛けてきた任侠映画はたとえ男が主人公になっていても、女を描かんものはなかったはずや。やっぱり映画は男と女を描かなくては」などと述べている。一般人である家族の描写は、田〇一雄に子供が3人いたり、田岡〇伎の結婚相手が喜多郎ではなく、新聞記者だったりする。田岡満に嫁いだ東映の女優・中村英子（演：秋吉久美子）が自宅で自殺するのは映画の通りだが、自殺理由はあまり語られないが、本作では理由が語られる。中島によれば、秋吉にはもっと出番を多くする予定だったが、差し障りがあり、役が小さくなってしまったという。鶴田浩二がヤクザでなく、医者を演じているのは、鶴田が当時肝臓を悪くして身体を壊していたからという。
中島監督は俊藤プロデューサーとの話の中で、『日本の首領 完結編』の後からの話に行かないといけないと考え、三代目の奥さんや姐さん達を中心に作ったらいいと、ヤクザの奥さんを主役にした後の『極道の妻たち』（1985年、五社英雄監督）的発想が生まれたと話している。確かに岡田茉莉子、松尾嘉代、大信田礼子といった主演級女優がヤクザの奥さん（極妻）にキャスティングされ、極妻ではないが、中井貴恵、秋吉久美子らも出演しており、従来のヤクザ映画では考えられないほど、ヤクザの家庭が描かれる。俊藤は「過去15年に亘ってこの種の映画を作ってきたが、これだけのオールスターが揃ったもは初めて」と話した。いつも男のうしろで控えめにしてるのが本来の極妻のため、ファンタジーである『極道の妻たち』ほど、極妻は前面に押し出さないが、『極道の妻たち』の前段階のような映画である。原作は志茂田景樹であるが、志茂田の原作を映画化したのではなく、危害が加えられるのを恐れ、志茂田に原作を書いてもらったという。『仁義なき戦い』を製作する際、美能幸三の手記をそのまま映画化せずに、飯干晃一にアンカーマンを頼んだのと同じ手法。勿論、田岡満にもプロデューサーとして入ってもらった。田〇一雄が亡くなっているため、映画の製作は危ない状況ではあった。志茂田は「今までのヤクザものは暴力や抗争など派手なものが主で、人間はその影に隠れてしまっていた。私はその中で生き続けていかなければならないナマの人間たちの葛藤を描いたつもりだ」などと話した。 
志茂田と中島で取材に行き、箱根で泊まり込んで脚本を書いた。西澤裕子は女性の話が多いので入ってもらったものだが、俊藤がヤクザ映画に女性が出るのは好きでないため、色々注文を受け、かなり削られたという。題名の『制覇』は、中島が監督オファーを受けた時点でもう決まっていたと話していることから、岡田社長の命名かもしれない。

### キャスティング
映画全盛期の正月のオールスター映画を思わす豪華なキャスティングは、ヤング映画（アイドル映画）が各社増え始めた当時としては時代錯誤であった。田岡文子を演じる岡田茉莉子は4年ぶりの映画で、女優生活32年目で映画出演は約200本。日本映画の黄金時代を支えた女優の一人だけに、貫禄の芝居を見せる。東映作品の出演は1977年の『日本の仁義』、1978年の『赤穂城断絶』に続くものだが、岡田は「初めての東映出演はやはり緊張しました」と話したが、『人間の証明』で夫婦役を演じた旧知の三船敏郎と再度夫婦役で、リラックスして厳しいことで鳴らす東映京都撮影所での撮影に臨んだ。「31年間はあっという間だったわねえ。デビュー当初は辞めることばっかり考えていたけど、もうこうなったら死ぬまで女優を続けるしかないって気持ち。でも、映画の全盛期に仕事が出来て幸せでしたよ。農家の主婦以外の役は全部やったわねえ。よく俳優には、才能と努力とチャンスの三拍子が揃わないと大成しないと言われるけど、最近になってやっとその意味が分かるような気がするの。舞台に立つようになって16年になるけど、やっぱり映画はいいわねえ。映画出演の話があったときにすぐに応じられるように、舞台でウデを磨いていると言ったらいいすぎかしら」などと、ドン夫人のオファーを引き受けた理由は「ヤクザ映画は意識していません。台本のそこに描かれた女性像に興味を持ったから出演を引き受けたんです。良妻賢母型のごく普通の女の底に隠されている強さ、夫の死後その強い部分がじわーっと表面に出てくるところがなかなか魅力なのよ。彼女は偶然ヤクザの妻だっただけで、どんな境遇の女も多かれ少なかれそんな強さを内に秘めているんじゃないかしら」などと話した。また岡田と言えば気の強い女優として有名であるが、インタビューでも「女優というのは、家庭の主婦に比べればすごい労働量だと思う。現場に行けば、男女の別なく同じ労働をするわけだし。撮影が始まれば生理休暇もないし非常に"酷"な仕事ですよねえ。食事制限なんかして痩せたら、艶がなくなって女優じゃなくなっちゃうから。今は職場が多すぎる時代なのよ。パッとデビューして歌ったり、テレビに出たり、ちょっと脱げば映画に出られるし。でも私たちが育った時代というのは、新聞記事はあっても、週刊誌もテレビもない時代であるのは映画だけ。だから映画を一生懸命やるしかない時代だった。それが当たり前だったから、映画会社も気が散らない分だけ、きっちり育ててくれたわね。何10年も厳しく教えられたし、悔し泣きしながら体で覚えたものが多いから、長くやれるわけ。テレビで育った人は、すぐウケる芝居を身につけてしまうから、大きな映画のスクリーンでは小さく見えてしまう。これはタレントと女優の違い。タレントとアクター、アクトレスの違いよ」などと今日なら紛糾しそうな話をした。岡田は1984年の同じ東映京都『序の舞』で主役の名取裕子に強く当たり、名取から"岡田茉莉子体験"として「"恐ろしい世界だ"と思った。それも時によりけりで、過ぎると痛々しいですよね。時代が違うんだから、アップ・トゥ・デイトでないとね。これからは女優も変わっていっていいと思う。時代の流れだから、その時はそれで良かったけど、今の時代のカッコ良さって、そういうんじゃないと思う。少なくとも私の美意識ではそうね」などと批判された。
川内弘を演じる岸田森は、撮影最初の1982年6月末か7月頭に殺されるシーンを撮ったが、菅原文太との絡みのシーンが残っていて、8月末に入って岸田の事務所から「体調が悪い」と言われたため、代役を立てようかと思ってたら、岸田本人が「どうしてもやる」と連絡して来て、本来は実際の舞台である北陸で撮影を予定していたが、何かあったらすぐに京大病院に連絡出来るよう琵琶湖とセット撮影に変更した。
中原宏役の菅田は本作品で髪型をパンチパーマにしていたが、本作品に出演した直後に『仮面ライダーZX』で主役に起用され、パンチパーマ姿でヒーローを演じることとなった。
田所悠子（中井貴恵）と山田日出男（名高達郎）の結婚式のシーンで、ノンクレジットで高岩淡東映京都撮影所所長が仲人役で、俊藤浩滋が名高の父役で出演している（セリフなし）。また原作者の志茂田景樹が同じシーンで来賓として出演し、乾杯の音頭をとる。

### 撮影
1982年7月9日クランクイン。ラスト近くで田所政雄（三船敏郎）と田所ひろ子（岡田茉莉子）が歩くのは京都天龍寺ほか。天龍寺は撮影のトラブルで東映には絶対に使わさないと言われていたが、何10年ぶりかに撮影の許可が降りたという。1982年9月18日クランクアップ。

## 宣伝
ラスト近くで岡田茉莉子が組長の遺言を幹部衆に伝える場面は、本作中の白眉ともいうべき名シーンだが、ここでのセリフ「あの人の言葉を伝えます」は、当時のテレビのCMスポットで大量に流され、流行語にもなった。脚本段階では、中井貴恵の新聞記者の恋人・名高達郎がドンと娘の写真を依頼していたと自宅に電話してきて、これに岡田茉莉子が「いい気にならないで！」と言い放つセリフを押す予定だったが、軽いと判断され却下され、「あの人の言葉を伝えます」一本で押すことになった。公開前の1982年10月に読売新聞に大量に新聞広告を打つなど、暴力団の内部覇権争いを描いた映画のCMが大量に流されたのは、視点を今日に移せば有り得ない事例である。

## 興行
『大日本帝国』は一年公開を延ばしてこの年夏に一本立て興行が行われたため、他の映画の公開時期が流動的だった。岡田東映社長は1982年2月の『映画ジャーナル』のインタビューで「1982年11月3日から『野獣刑事』か『制覇』をやる予定です」と話していた。1982年の秋は『楢山節考』も公開予定があって、結局、『野獣刑事』が『誘拐報道』を予定していた1982年10月2日公開になり、『誘拐報道』は洋画系劇場に押し出された。『制覇』は秋のメイン作として本番線で公開された。

## 作品の評価

### 興行成績
『キネマ旬報』は、「（同年）夏に大ヒットしたヤクザ映画『鬼龍院花子の生涯』の場合は、裸のパブリシティの競演が話題を盛り上げて注目を集め、劇場に足を運んだ観客も作品に満足した結果だった。対して『制覇』はオールスターが成否を占う要因となろうが、残念ながらオールスターでは決め手を欠く。東映は単なるドンパチでなく、ドンファミリーを描くことで人間ドラマとして女性観客を吸引すると言っているが、これまた決め手不足だろう。女性観客もポルノチックな作品に充分興味を持っているのであり、『鬼龍院花子の生涯』を超えるパブリシティ活動は、まず無理と考えられる。またヤクザ路線の中心的スター・高倉健が出演していないことも画竜点睛を欠く。彼が出演していれば何もオールスターと言わずとも、彼一人で押すパブリシティ展開もできたろう。その彼が同時期に東宝の『海峡』に出演しているのも皮肉な巡り合わせと言える。東映では配収10億円の大台を狙ってるが、結論として7～8億円のベースと見られる」などと興行を不安視していた。
ヒットと書かれた文献もあるが、不振と書かれたものもあり、『映画年鑑』では「なぜ今さら製作するのかという疑問は拭えず観客の共感を得られないところから興行的に失敗、ヤクザ路線の復活はならなかった」と書かれている。また東映全体で見れば「成功と繰り返しで、まさに功罪相半ばする一年であったが、そういう中から女性映画に対するノウハウを握みかけた。これを今後如何に本物としていくかが課題である」とその後を暗示する批評がなされた。

### 批評家評
大高宏雄は「組織内のモメ事とともに、ドンの家庭内のいざこざが描かれるのが本作の大きな特徴となっている、ただ残念ながら、その両者はうまく噛み合わない。ヤクザ映画に、やはりホームドラマ的描写は似合わないということだろう。若頭補佐の若山富三郎がただ一人、怒り、荒れ狂うヤクザを大迫力で演じて印象的だが、それを収めるのが菅原文太というのでは、首をかしげたくなるキャスティング」などと評している。